# Phragmatobia sieversi
Phragmatobia sieversi är en fjärilsart som beskrevs av Grum-grshimailo 1891. Phragmatobia sieversi ingår i släktet Phragmatobia och familjen björnspinnare. Inga underarter finns listade i Catalogue of Life.